# Нильссон, Маркус
Маркус Нильссон (швед. Marcus Nilsson; род. 3 мая 1991, Мальмё) — шведский легкоатлет, специалист по многоборьям. Выступает за сборную Швеции по лёгкой атлетике с 2009 года, бронзовый призёр чемпионата мира среди юниоров, серебряный и бронзовый призёр первенств национального значения, участник ряда крупных международных стартов, в том числе чемпионата мира в Москве.

## Биография
Маркус Нильссон родился 3 мая 1991 года в городе Мальмё. Происходит из семьи с богатыми спортивными традициями, его отец Карл-Густав и мать Катарина были спортсменами элитного уровня, брат Давид, сёстры Ида и Йоханна — так же добились больших успехов в лёгкой атлетике.
Впервые Маркус заявил о себе на международном уровне в сезоне 2009 года, когда вошёл в состав шведской национальной сборной и выступил на юниорском европейском первенстве в Нови-Саде, где в программе десятиборья закрыл двадцатку сильнейших.
В 2010 году побывал на юниорском мировом первенстве в Монктоне, откуда привёз награду бронзового достоинства, выигранную в десятиборье — уступил здесь только французу Кевину Майеру и россиянину Илье Шкуренёву.
В 2011 году на молодёжном европейском первенстве в Остраве занял в десятиборье 16-е место. В это время являлся студентом Калифорнийского университета в Лос-Анджелесе, неоднократно выступал на университетских соревнованиях в США.
Начиная с 2012 года выступал на взрослом уровне, в частности в этом сезоне отметился выступлением на чемпионате Европы в Хельсинки, где стал восемнадцатым.
В 2013 году удостоился права защищать честь страны на чемпионате мира в Москве — набрал в сумме всех дисциплин десятиборья 7540 очков, расположившись в итоговом протоколе соревнований на 24-й строке.
На чемпионате Европы 2014 года в Цюрихе досрочно завершил выступление и не показал никакого результата.
В 2016 году на чемпионате Европы в Амстердаме стал восьмым.
На чемпионате Европы 2018 года в Берлине показал 12-й результат в десятиборье.
В 2019 году с результатом в 7883 очка закрыл двадцатку сильнейших на международных соревнованиях Hypo-Meeting в Австрии.